# Walviskopvissen
Walviskopvissen vormen een familie (Cetomimidae) van straalvinnige vissen binnen de orde van Walviskopvissen (Cetomimiformes) óf binnen de orde van Doornvissen (Stephanoberyciformes), naargelang de wijze van classificatie.
Het zijn kleine diepzeevissen die over de gehele wereld gevonden kunnen worden, van tropische tot gematigde breedtegraden. De volwassen exemplaren kunnen worden aangetroffen op een diepte van tussen de 1000 en 3500 meter. Indien ingedeeld als orde, is haar zusterorde de orde van de Slijmkopvissen (Beryciformes).
De naam komt van het walvisvormige lijf.

## Kenmerken

### Volwassen vrouwtjes
De volwassen vrouwtjes hebben een extreem grote bek en een erg rekbare maag. Ze hebben ook erg kleine ogen. De lateraallijn is erg goed ontwikkeld als aanpassing aan de donkere leefomgeving van de vissen.
De rug- en aarsvin zijn aan het uiterste eind van de kop te vinden en geen van de vinnen hebben stralen. De zwemblaas ontbreekt ook. De kleur van deze vrouwtjes is rood tot oranje met een zwart lijf. Vrouwtjes van sommige soorten bezitten lichtgevende organen die vaak voorkomen bij diepzeevissen.
De vrouwtjes van de grootst bekende soorten worden 40 centimeter lang, maar de meeste worden half zo lang.

### Volwassen mannetjes
Het interne en externe uiterlijk van de mannetjes doet niet vermoeden dat ze tot dezelfde soort behoren als de vrouwtjes. Voorheen vormden deze exemplaren de familie van de grootneusvissen. In 2008 werd echter door middel van onder andere DNA-onderzoek vastgesteld dat men hier te maken had met de mannetjes van de walviskopvissen. Mannetjes worden niet groter dan zo'n zes centimeter en in tegenstelling tot de vrouwtjes hebben ze ook een langwerpig lijf. Opvallend is dat ze geen maag en slokdarm meer hebben. Wel hebben ze een grote lever met reservestoffen, waar men tijdens hun volwassen bestaan van kunnen leven. Dit alles kan als een extreme vorm van seksueel dimorfisme worden gezien.

### Larven
Ook van de larven werd lang gedacht dat ze een aparte vissenfamilie vormden, maar tijdens hetzelfde onderzoek dat de volwassen mannetjes aan de volwassen vrouwelijke exemplaren koppelde, werd aangetoond dat deze vissende de larven waren van de walviskopvissen. Deze larven zijn maximaal 5,5 cm lang, maar hebben een sliert aan hun staart hangen die maximaal 75 cm lang kan worden. Ze leven op een diepte van hooguit tweehonderd meter beneden de zeespiegel, waar ze zich voeden met minuscule roeipootkreeftjes.

## Taxonomie
Er is onduidelijkheid over de indeling van deze vissenfamilie. Fishbase deelt de familie in binnen een eigen orde, samen met de families Papilvissen, Bamburisiden, Langneuzen en de Wondervinnigen:
- Orde: Cetomimiformes (Walviskopvissen)
  - Familie: Cetomimidae (Walviskopvissen)
  - Familie: Rondeletiidae (Papilvissen)
  - Familie: Barbourisiidae (Bamburisiden)
  - Familie: Megalomycteridae (Langneuzen)
  - Familie: Mirapinnidae (Wondervinnigen)

Volgens Nelson wordt deze familie ingedeeld binnen de orde van de doornvissen, samen met de hierboven genoemde families:
- Orde: Stephanoberyciformes (Doornvissen)
  - Familie: Cetomimidae (Walviskopvissen)

## Geslachten
De familie Cetomimidae kent de volgende geslachten:
- Cetichthys Paxton, 1989
- Cetomimus Goode and Bean, 1895
- Cetostoma Zugmayer, 1914
- Danacetichthys Paxton, 1989
- Ditropichthys Parr, 1934
- Gyrinomimus Parr, 1934
- Notocetichthys Balushkin, Fedorov and Paxton, 1989
- Procetichthys Paxton, 1989
- Rhamphocetichthys Paxton, 1989

## Synoniemen
- Megalomycteridae Myers & Freihofer, 1966